# Izvršni softver
Izvršni softver je podgrupa računalnog softvera koja se bavi izvršavanjem točno određenih zadataka. Zadaća sistemskog softvera je da omogući rad svih dijelova računala, izvršni softver iskorištava dijelove računala da bi izvršavao neki određeni zadatak. Primjer izvršnog softvera je urednik teksta (Microsoft Word i ostali), program za preslušavanje glazbe (Winamp i ostali) ili program za obradu slika (Photoshop i ostali) i tako dalje. Imamo i pakete izvršnih programa kao što je Microsoft Office ili LibreOffice koji uključuju više programa za odrađivanje nekih zadataka.

## Vrste izvršnih programa

### Microsoft Office
- Urednik teksta
- Program za tablično računanje

### Programi za komunikaciju
- E-mail
- Web preglednik

### Multimedija
- Programi za preslušavanje glazbe
- Grafički programi
  - Grafički formati datoteka
  - Rasterska grafika
  - Vektorska grafika
  - 3D računalna grafika
  - Digitalni film
  - Računalne igre

### Analitčki softver
- DADiSP
- MathCAD
- Mathematica
- MATLAB
- Maxima
- Računalni algebra sistemi

### Baza podataka
- DBMS